# Cystodytes solitus
Cystodytes solitus är en sjöpungsart som beskrevs av Monniot 1988. Cystodytes solitus ingår i släktet Cystodytes och familjen Polycitoridae. Inga underarter finns listade i Catalogue of Life.